# Leucauge argyra
Leucauge argyra là một loài nhện trong họ Tetragnathidae.
Loài này thuộc chi Leucauge. Leucauge argyra được miêu tả năm 1842 bởi Walckenaer.

## Hình ảnh

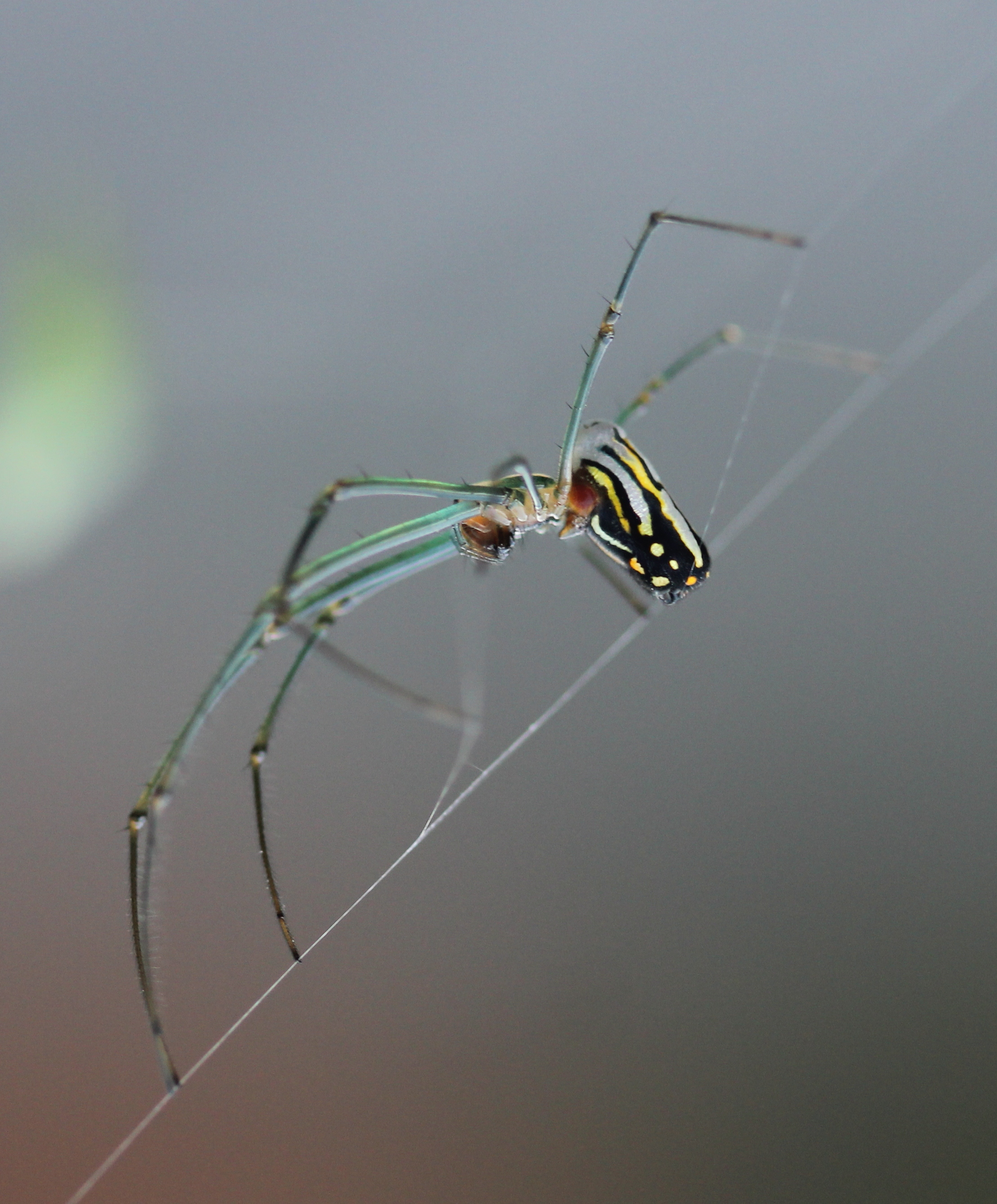